# Rolf Kirfel
Rolf Kirfel (* 22. Juni 1916 in Chemnitz; † ) war ein deutscher Bildhauer.

## Leben
Kirfel wurde nach dem Ende des Zweiten Weltkriegs Leiter des Kulturamts von Belzig. 1946 trat er der SED bei und initiierte in Belzig die Gründung der regionalen Gruppe des Kulturbundes zur demokratischen Erneuerung Deutschlands. Später war er 1. Sekretär des Kulturfonds der DDR.
Kirfel engagierte sich neben seiner künstlerischen Tätigkeit als Bildhauer auch kulturpolitisch. Er war Mitglied des Verbands Bildender Künstler der DDR (VBK) und gehörte 1956 mit Kurt Poltiniak, Paul August und Heinz Preuß zu einem Solidaritätskomitee des Bezirksverbands Potsdam. 1960 war er einer der Diskussionsredner auf der u. a. vom ZK der SED abgehaltenen Kulturkonferenz.
Kirfel zog später mit seiner Familie von Berlin nach Wansdorf. Dort trat er in die Landwirtschaftliche Produktionsgenossenschaft.

## Werke (Auswahl)
- Genossenschaftsbäuerin (Porträtplastik; Bronze, ausgestellt auf der Fünften Deutschen Kunstausstellung)[5]
- Rübenlegerin (Statuette; Bronze, ausgestellt auf der Fünften Deutschen Kunstausstellung)[6]

## Ausstellungen
- 1962/1963: Dresden, Fünfte Deutsche Kunstausstellung
- 1981: Dresden, Ausstellungszentrum am Fučík-Platz („25 Jahre NVA“)